# 宜昌三峡电视台
宜昌三峡电视台是中华人民共和国湖北省宜昌市的市级电视台，隶属于宜昌市广播电影电视局（宜昌三峡广播电视台），台址位于湖北省宜昌市西陵二路88号广电中心。

## 电视频道
目前宜昌三峡电视台共有2个电视频道，分别为：
- 综合频道[1]
- 旅游生活频道

### 停播频道
- 移动频道
- 公共频道（2022年3月14日停播[2]）

## 栏目
- 《宜昌新闻》
- 《直播宜昌》
- 《三峡夜航》
- 《三峡财经》
- 《第一生活》
- 《青草地》
- 《垄上行》
- 《法制前沿》
- 《车行天下》